# Episodi di Chicago P.D. (decima stagione)
La decima stagione della serie televisiva Chicago P.D., composta da 22 episodi, è stata trasmessa in prima visione negli Stati Uniti d'America da NBC dal 21 settembre 2022 al 24 maggio 2023.
In Italia la stagione è stata trasmessa in prima visione da Sky Serie dal 15 novembre 2022 al 22 agosto 2023 e in chiaro su Italia 1 dal 30 giugno all'8 settembre 2023, ogni venerdì in prima serata. 
| nº | Titolo originale   | Titolo italiano            | Prima TV USA      | Prima TV Italia  |
| -- | ------------------ | -------------------------- | ----------------- | ---------------- |
| 1  | Let It Bleed       | Lascialo sanguinare        | 21 settembre 2022 | 15 novembre 2022 |
| 2  | The Real You       | Il vero te                 | 28 settembre 2022 | 22 novembre 2022 |
| 3  | A Good Man         | Un brav'uomo               | 5 ottobre 2022    | 29 novembre 2022 |
| 4  | Dónde Vives        | Dove vivi                  | 12 ottobre 2022   | 6 dicembre 2022  |
| 5  | Pink Cloud         | Nuvola rosa                | 19 ottobre 2022   | 13 dicembre 2022 |
| 6  | Sympathetic Reflex | Riflesso simpatico         | 2 novembre 2022   | 20 dicembre 2022 |
| 7  | Into The Deep      | In profondità              | 9 novembre 2022   | 27 dicembre 2022 |
| 8  | Under The Skin     | Sotto la pelle             | 16 novembre 2022  | 3 gennaio 2023   |
| 9  | Proof of Burden    | Prova dell'onere           | 7 dicembre 2022   | 10 gennaio 2023  |
| 10 | This Job           | Questo lavoro              | 4 gennaio 2023    | 30 maggio 2023   |
| 11 | Long Lost          | Perso da tempo             | 11 gennaio 2023   | 6 giugno 2023    |
| 12 | I Can Let You Go   | Posso lasciarti andare     | 18 gennaio 2023   | 13 giugno 2023   |
| 13 | The Ghost in You   | Fantasmi del passato       | 15 febbraio 2023  | 20 giugno 2023   |
| 14 | Trapped            | In trappola                | 22 febbraio 2023  | 27 giugno 2023   |
| 15 | Blood and Honor    | Sangue ed onore            | 1º marzo 2023     | 4 luglio 2023    |
| 16 | Deadlocked         | Stato di stallo            | 22 marzo 2023     | 11 luglio 2023   |
| 17 | Out Of The Depths  | Fuori dal baratro          | 29 marzo 2023     | 18 luglio 2023   |
| 18 | You Only Die Twice | Morire due volte           | 5 aprile 2023     | 25 luglio 2023   |
| 19 | The Bleed Valve    | Valvola di sfogo           | 3 maggio 2023     | 1º agosto 2023   |
| 20 | Fight              | Lotta per la sopravvivenza | 10 maggio 2023    | 8 agosto 2023    |
| 21 | New Life           | Una volta nella vita       | 17 maggio 2023    | 15 agosto 2023   |
| 22 | A Better Place     | Un posto migliore          | 24 maggio 2023    | 22 agosto 2023   |

## Lascialo sanguinare
- Titolo originale: Let It Bleed
- Diretto da: Chad Saxton
- Scritto da: Gwen Sigan

### Trama
Voight affronta le conseguenze della perdita del suo informatore.

## Il vero te
- Titolo originale: The Real You
- Diretto da: Lisa Robinson
- Scritto da: Gavin Harris

### Trama
Un assassino condannato - con la testimonianza di Ruzek - riesce a dirottare il suo furgone della prigione dopo il processo e a rapire una delle guardie. L'unità di intelligence si allea per trovare lui e la guardia carceraria rapita prima che le cose si complicano, mentre Burgess litiga con Ruzek mettendo in dubbio le sue motivazioni in questo caso e creando tensione tra loro. Dante Torres si unisce ufficialmente all'intelligence.

## Un brav'uomo
- Titolo originale: A Good Man
- Diretto da: Carl Seaton
- Scritto da: Scott Gold

### Trama
La squadra indaga su una serie di brutali rapine in farmacia e dopo che Halstead ha litigato con un sospetto pugnalandolo a morte, sceglie di confessare la verità a Patrick O'Neal, il capo della polizia, piuttosto che raccontare la versione di facciata che Voight e Upton avevano inventato. Halstead in seguito si dimette, consegna il suo distintivo e annuncia che tornerà nell'esercito per diventare il leader di una squadra progettata per rintracciare i peggiori obiettivi del cartello della droga, una posizione che lo vedrà viaggiare in Bolivia. Lo dice a Upton che scoppia in lacrime. Se ne va, ma non prima di dare un affettuoso addio a Voight.

## Dove vivi
- Titolo originale: Dónde Vives
- Diretto da: Brenna Malloy
- Scritto da: Kevin Deiboldt

### Trama
Un omicidio scioccante trascina l'ufficiale alle prime armi Dante Torres nel suo stesso quartiere. Voight e Atwater lo aiutano a risolvere il caso e a gestire le complicate dinamiche personali con i suoi diffidenti vicini. Torres si rende conto che la sua vita potrebbe cambiare per sempre.

## Nuvola rosa
- Titolo originale: Pink Cloud
- Diretto da: Chad Saxton
- Scritto da: Gwen Sigan

### Trama
L'ostinata ricerca di un'adolescente scomparsa da parte di Upton porta la squadra in un'oscura rete di traffico di esseri umani. Il capo O'Neal viene coinvolto nelle indagini dell'Unità quando diventa evidente che suo figlio, Sean, ha un legame con la ragazza scomparsa.

## Riflesso simpatico
- Titolo originale: Sympathetic Reflex
- Diretto da: Bethany Rooney
- Scritto da: Ike Smith

### Trama
La condotta di Atwater durante un delicato arresto viene messa in discussione. Per facilitare le indagini e dimostrare la sua innocenza, la squadra deve scavare a fondo e rinvenire prove decisive.

## In profondità
- Titolo originale: Into The Deep
- Diretto da: Takashi Doscher
- Scritto da: Scott Gold

### Trama
Quando finalmente emergono prove concrete contro Sean O'Neal, Upton e il resto della squadra lavorano incessantemente per costruire un caso in segreto; scoprono che Sean è più sfuggente e pericoloso del previsto.

## Sotto la pelle
- Titolo originale: Under The Skin
- Diretto da: Marc Roskin
- Scritto da: Gavin Harris

### Trama
Nel tentativo di distrarre l'intelligence dalle indagini su suo figlio, il capo O'Neal costringe Voight e la squadra a gestire un altro caso. Tuttavia, quando quel caso diventa più scottante, Burgess viene catapultata nei difficili ricordi del suo passato.

## Prova dell'onere
- Titolo originale: Proof of Burden
- Diretto da: Chad Saxton
- Scritto da: Gwen Sigan

### Trama
Upton e Burgess fanno una scoperta scioccante. Sean O'Neal si trova in una situazione delicata. La squadra comincia a raccogliere molte prove schiaccianti. Determinato a tenere il figlio fuori di prigione, il capo O'Neal si affida ad un avvocato.

## Questo lavoro
- Titolo originale: This Job
- Diretto da: John Hyams
- Scritto da: Jeffrey M. Lee

### Trama
Una serie di brutali rapine in casa portano la squadra a lavorare sul caso con il detective Borkowski, un vecchio amico di Ruzek. Le cose si complicano per Torres quando diventa chiaro che Borkowski lavora in modo molto diverso da lui.

## Perso da tempo
- Titolo originale: Long Lost
- Diretto da: Oz Scott
- Scritto da: Kevin Deiboldt

### Trama
Una scioccante imboscata a un funerale porta la squadra in un'accesa indagine per trovare gli assassini. Con grande sorpresa di Atwater, deve fare affidamento su qualcuno del suo passato per aiutarlo nelle indagini, riportando alla luce vecchi ricordi e rivelando nuove verità.

## Posso lasciarti andare
- Titolo originale: I Can Let You Go
- Diretto da: Gia-Rayne Harris
- Scritto da: Scott Gold

### Trama
Sean O'Neal sorprende Upton con una chiamata dal carcere, rivelando informazioni sensibili; tuttavia, la donna cerca di trovare un modo per tenerlo a distanza. La squadra si mobilita per fermare un crimine in corso prima che sia troppo tardi.

## Fantasmi del passato
- Titolo originale: The Ghost in You
- Diretto da: Benny Boom
- Scritto da: Gavin Harris

### Trama
Voight e la squadra aiutano l'assistente procuratore di stato Nina Chapman a inseguire un trafficante di droga che anni fa riuscì a sfuggire alla prigione dopo che l'informatore di Chapman era misteriosamente scomparso. Le indagini prendono una svolta quando Voight scopre un segreto dannoso del passato di Chapman, minacciando le indagini e la carriera di Chapman.

## In trappola
- Titolo originale: Trapped
- Diretto da: Chad Saxton
- Scritto da: Gwen Sigan

### Trama
Dopo una brutale sparatoria, Burgess e Ruzek si ritrovano intrappolati a bordo dell'affollato treno della metropolitana "L". Mentre mettono insieme le scarse prove, la squadra viene coinvolta in un oscuro dramma familiare. La vicinanza di Burgess alla sparatoria innesca ricordi duri.

## Sangue ed onore
- Titolo originale: Blood and Honor
- Diretto da: Vincent Misiano
- Scritto da: Gwen Sigan e Kevin Deiboldt

### Trama
Quando una famiglia viene avvelenata nella propria casa, la squadra scopre un collegamento con i Beck. Ruzek va a lavorare sotto copertura per la loro attività e mentre si avvicina a Samantha, vengono alla luce informazioni agghiaccianti su suo padre, Richard.

## Stato di stallo
- Titolo originale: Deadlocked
- Diretto da: Jesse Lee Soffer
- Scritto da: Matthew Brown

### Trama
Voight prende posizione in un processo per omicidio ad alto rischio contro il noto boss della droga Arturo Morales. Quando diventa chiaro che Morales e i suoi scagnozzi hanno compromesso un giurato, Voight e la squadra lavorano furiosamente per garantire che la giustizia prevalga.

## Fuori dal baratro
- Titolo originale: Out Of The Depths
- Diretto da: Guy Ferland
- Scritto da: Elena Perez

### Trama
Mentre la squadra indaga su una rapina in un minimarket, le prove li portano a un'insolita coppia di sospettati, rivelando un oscuro dramma personale e un'altra potenziale vittima. Burgess fa lentamente passi in avanti nell'affrontare il suo trauma passato.

## Morire due volte
- Titolo originale: You Only Die Twice
- Diretto da: Jon Cassar
- Scritto da: Gavin Harris

### Trama
Un tragico crimine avvicina la squadra dell'intelligence alla famiglia Beck e del loro progetto mortale. Ruzek che è infiltrato comincia a guadagnarsi la loro fiducia quando fa una mossa audace e fa passi avanti nell'inchiesta.

## Valvola di sfogo
- Titolo originale: The Bleed Valve
- Diretto da: Bethany Rooney
- Scritto da: Scott Gold

### Trama
I mondi di Atwater si scontrano quando c'è una sparatoria nell'edificio di sua proprietà a Burnside, in cui muore un bambino. Atwater deve affrontare la sua relazione con suo padre, Lew, mentre il brutale caso li costringe a collaborare.

## Lotta per la sopravvivenza
- Titolo originale: Fight
- Diretto da: Victor Macias
- Scritto da: Sean Collins-Smith

### Trama
Upton è involontariamente coinvolta in un tradimento mortale e si ritrova a combattere per la sua vita. Con pochi indizi, Voight e la squadra si affrettano a trovarla prima che sia troppo tardi.

## Una volta nella vita
- Titolo originale: New Life
- Diretto da: Carl Seaton
- Scritto da: Gavin Harris

### Trama
Torres si ritrova nel mezzo di un caso di omicidio che lo tocca da vicino e minaccia di mettere in luce il suo passato travagliato. Mentre lotta per conciliare la sua vecchia vita con quella nuova, Voight lo tiene d'occhio.

## Un posto migliore
- Titolo originale: A Better Place
- Diretto da: Chad Saxton
- Scritto da: Gwen Sigan (sceneggiatura) e Brian Luce (soggetto)

### Trama
Mentre il piano di Richard Beck per un attacco terroristico mortale prosegue, Samantha va nel panico costringendo Ruzek a uscire allo scoperto e ad arrestarla. La squadra si affanna ad anticipare l'attentato di Richard Beck, che comporterebbe la morte di scolari innocenti. Nel frattempo, qualcuno spara a Ruzek mentre si trova a casa di Sam. Si tratta di Callum, il figlio di Sam, che poi lo abbandona al suo destino. Quando la squadra arriva, Ruzek viene immediatamente portato d'urgenza al Chicago Med per un intervento chirurgico. Beck tenta di scappare usando suo nipote come scudo, ma Atwater gli spara fatalmente.